# Brendan Robinson
Brendan Robinson est un acteur américain né le 1er mars 1990 à Portland (Oregon), aux États-Unis. Il est connu pour son rôle de Lucas Gottesman dans la série américaine à succès Pretty Little Liars diffusée sur la chaîne américaine ABC Family.

## Biographie

### Vie professionnelle, carrière
Brendan a commencé sa carrière dans Campus Daze, qu'il a également coproduit. Il aussi était invité vedette (guest star) dans la série Miss Behave dans laquelle il est apparu dans trois épisodes. 
Au début de 2010, Brendan auditionne pour le rôle de Mike Montgomerry pour Pretty Little Liars, mais il obtiendra en fin de compte celui de Lucas Gottesman. En 2011, Pretty Little Liars confirme que le personnage de Lucas, continuera à jouer dans la scène influençant la vie d'Hanna Marin. Il a également fait une apparition dans l'autre série à succès Glee en tant que membre du public ainsi que dans l'épisode 19 de la saison 7 de How I Met Your Mother.

## Filmographie

### Cinéma
- 2009 : The Afterparty : Andy
- 2008 : Campus Daze : Robin
- 2010 : The Do-Deca Pentathalon : Young Mark
- 2010 : Rid Of Me : The Young Man
- 2010 : The River Why : Kernie

### Télévision
- 2010 - 2017 : Pretty Little Liars : Lucas Gottesman
- 2010 : Miss Behave : Jordan
- 2010 : Cold Case : Evan Mazer
- 2011 : Bonne chance Charlie : Carl
- 2012 : Weeds : Gordon
- 2012 : Youth Pastor Kevin : Blake (en production)
- 2016 : Bones (Saison 10, épisode 12) : Shane Gentry